# Roberto Mieres
Pour les articles homonymes, voir Mieres.
Roberto Casimiro "Bitito" Mieres, né le 3 décembre 1924 à Mar del Plata en Argentine et mort le 26 janvier 2012 à Punta del Este en Uruguay, est un pilote automobile argentin. Il a participé à 17 Grands Prix de Formule 1 comptant pour le championnat du monde, à partir du Grand Prix des Pays-Bas, le 7 juin 1953, marquant un total de 13 points.

## Biographie
Roberto Mieres est un sportif accompli qui pratique l'aviron, le tennis et le rugby mais il doit renoncer à pratiquer ces disciplines après s'être brisé une jambe. Il se lance alors dans le sport automobile au volant de MG et Mercedes-Benz SSK et remporte plusieurs succès locaux. En 1950, au volant de l'ancienne Bugatti d'Achille Varzi, Mieres remporte le championnat argentin de voitures de sport. Grâce à cette victoire, il est invité par le gouvernement argentin à courir en Europe avec Juan Manuel Fangio et José Froilán González. Il dispute ainsi le Grand Prix de Genève, hors-championnat du monde, et se classe quatrième au volant d'une Ferrari.
Roberto Mieres retourne en Argentine, avant d'être recruté par l'Équipe Gordini en 1953 pour remplacer Jean Behra blessé. Hors championnat, il termine quatrième à Albi mais ne parvient pas à marquer de points en championnat, son meilleur résultat étant une sixième place en Italie. En 1954, il dispute l'ensemble de la saison chez Maserati et se classe second de son Grand Prix national à Buenos Aires et troisième à Pau. Lorsqu'il dispose de la nouvelle Maserati 250F au lieu de la vieille Maserati A6GCM, ses performances décollent avec deux quatrièmes places en Suisse et en Espagne. Ces performances conduisent Maserati à le conserver pour 1955. Mieres monte sur le podium lors de diverses courses hors-championnats et, sous la pluie des Pays-Bas, termine à nouveau quatrième en réalisant le meilleur tour en course.
Lorsque Juan Perón est renversé, les pilotes argentins perdent le soutien gouvernemental pour courir en Europe et Mieres met un terme à sa carrière automobile. IL effectue son retour en 1957 en disputant, sur une Jaguar, les 1 000 km de Buenos Aires qu'il termine à la quatrième place. Il participe également à l'édition suivant de l'épreuve et se classe premier de sa catégorie sur Porsche. 
Il participe ensuite à quelques courses aux États-Unis, et remporte en 1959 une épreuve du championnat United States Road Racing Championship (désormais Grand-Am) à Daytona.
En 1960, Mieres participe aux Jeux olympiques d'été de 1960 au sein de la délégation nationale argentine. Il prend, associé à Victor H. Fragola, la dix-septième place de la classe Star et devance à cette occasion de deux places un autre pilote automobile, le Prince du Siam Birabongse Bhanudej Bhanubandh qui courut de 1950 à 1954 en F1 et fut son prédécesseur chez Gordini en 1952. Il dispute ensuite des courses de Sport Prototypes jusqu'en 1958 et quelques courses locales jusqu'en 1963 puis se retire définitivement du sport automobile, pour piloter des bateaux de course. Il a fondé le Boating Club de San Isidro près de Buenos Aires.

## Résultats en championnat du monde de Formule 1
| Saison | Écurie                          | Châssis                      | Moteur              | Pneus     | GP disputés | Points inscrits | Classement |
| ------ | ------------------------------- | ---------------------------- | ------------------- | --------- | ----------- | --------------- | ---------- |
| 1953   | Équipe Gordini                  | Type 16                      | Gordini 6 en ligne  | Englebert | 3           | 0               | n.c.       |
| 1954   | Privé Officine Alfieri Maserati | Maserati A6GCM Maserati 250F | Maserati 6 en ligne | Pirelli   | 8           | 6               | 8e         |
| 1955   | Officine Alfieri Maserati       | Maserati 250F                | Maserati 6 en ligne | Pirelli   | 6           | 7               | 8e         |
| 1956   | Officine Alfieri Maserati       | Maserati 250F                | Maserati 6 en ligne | Pirelli   | 0           | 0               | n.c.       |